# Norwegische Meisterschaften im Biathlon 1977
Die norwegischen Meisterschaften im Biathlon 1977 fanden vom 11. bis 13. März 1977 in Furnes in der Kommune Ringsaker statt. Ausgetragen wurden ein Einzel- und ein Sprintrennen sowie ein Staffelwettkampf.

## Männer

### Einzel (20 km)
| Platz | Starter          | Verein           | Zeit        | Fehler |
| ----- | ---------------- | ---------------- | ----------- | ------ |
| 1     | Svein Engen      | Kongsberg        | 1:15:20,3 h | 2      |
| 2     | Tor Svendsberget | Trondheim politi | 1:18:16,3 h | 3      |
| 3     | Kjell Hovda      | Tolga IL         | 1:20:02,6 h | 2      |
| 4     | Tor Northug      |                  | 1:21:24,3 h | 3      |
| 5     | Odd Pedersen     |                  | 1:22:35,9 h | 4      |
| 6     | Bjørn Sirijord   | Hattfjelldal     | 1:23:14,1 h | 4      |

Start: 11. März 1977

### Sprint (10 km)
| Platz | Starter          | Verein    | Zeit        | Fehler |
| ----- | ---------------- | --------- | ----------- | ------ |
| 1     | Svein Engen      | Ringerike | 37:47,8 min | 3      |
| 2     | Sigleif Johansen | Kongsberg | 38:53,0 min | 5      |
| 3     | Tor Svendsberget | Åmot      | 39:08,5 min | 3      |
| 4     | Roar Nilsen      |           | 39:35,7 min | 2      |
| 5     | Tor Northug      |           | 39:49,7 min | 3      |
| 6     | Stig Kvistad     |           | 39:49,8 min | 2      |

Start: 12. März 1977

### Staffel (4 × 7,5 km)
| Platz | Starter                                           | Region       | Zeit        |
| ----- | ------------------------------------------------- | ------------ | ----------- |
| 1     | Ivar Olsen Nils Sørensen Odd Pedersen Svein Engen | Ringerike    | 2:37:27,2 h |
| 2     | Kåre Hovda Odd Lunde Kjell Flesaker Kjell Hovda   | Numedal      | 2:40:46,3 h |
| 3     | Harald Sotberg Rune Røli Stig Kvistad Tor Northug | Inntrøndelag | 2:41:18,2 h |

Start: 13. März 1977